# Státní dinosaurus
Státní dinosaurus je druh dinosaura, zvolený v některém z amerických států jako „státní“. Existuje také „státní fosílie“, což je však obecnější kategorie a nezahrnuje nutně jen dinosaury. Níže následuje tabulka s přehledem jednotlivých státních dinosaurů a rokem jejich zvolení. Maiasaura (Montana), Coelophysis (Nové Mexiko), Saurophaganax (Oklahoma), Triceratops (Jižní Dakota) a Allosaurus (Utah) jsou státními fosíliemi.
| Stát nebo území      | Rod dinosaura       | Obrázek | Rok  |
| -------------------- | ------------------- | ------- | ---- |
| Colorado             | Stegosaurus         |         | 1982 |
| District of Columbia | Capitalsaurus       |         | 1998 |
| Maryland             | Astrodon            |         | 1998 |
| Missouri             | Hypsibema           |         | 2004 |
| New Jersey           | Hadrosaurus         |         | 1991 |
| Texas                | Paluxysaurus jonesi |         | 2009 |
| Wyoming              | Triceratops         |         | 1994 |